# 森之宮車站

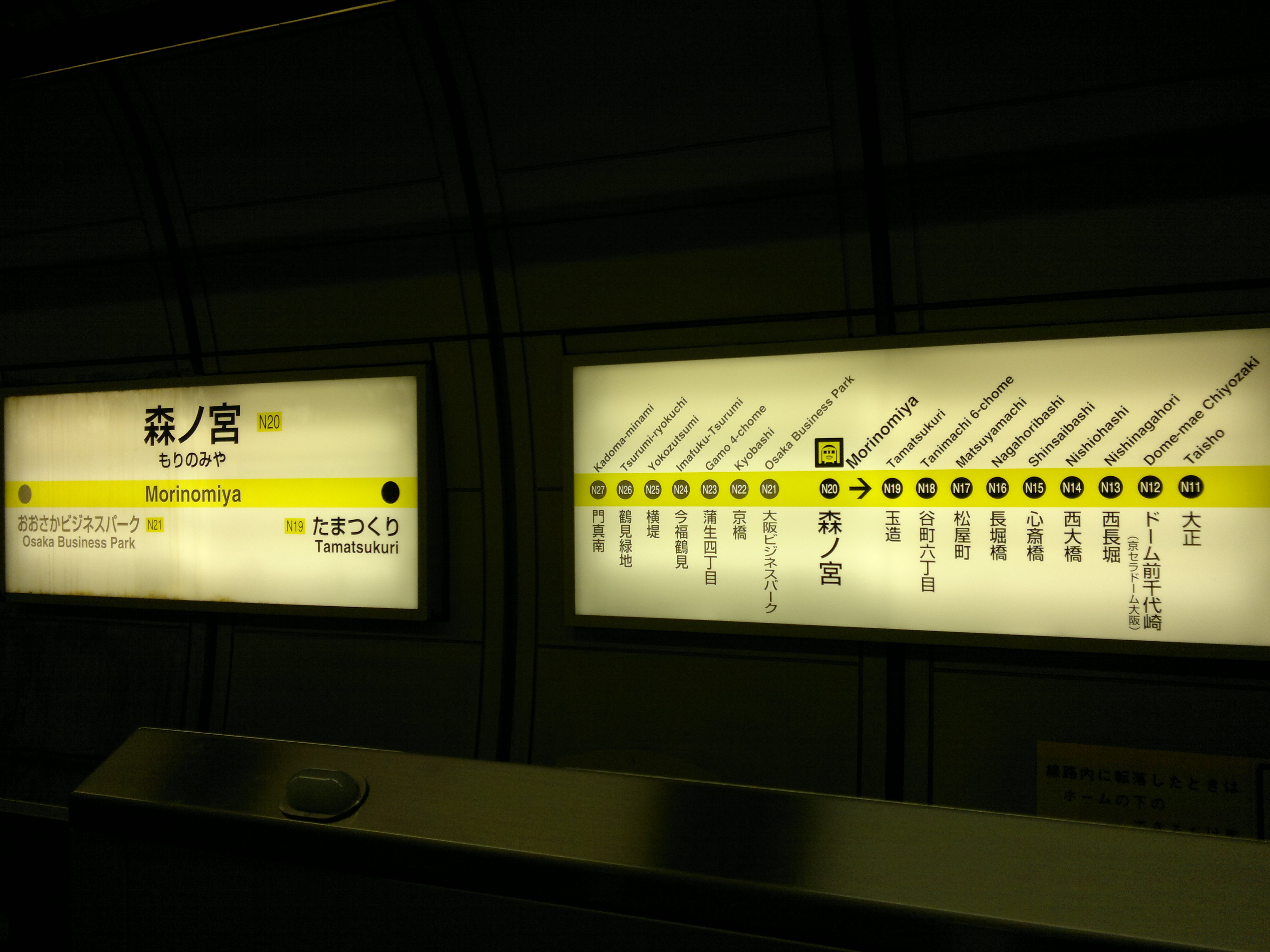
在長堀鶴見綠地線的月台標示

森之宮車站（日语：／ Morinomiya eki */?）是位於日本大阪府大阪市中央區森之宮，屬於西日本旅客鐵道（JR西日本）和大阪市高速電氣軌道（大阪地下鐵）的鐵路車站。JR西日本的車站編號JR-O06。大阪地下鐵的車站編號在中央線是C19，長堀鶴見綠地線是N20。
JR西日本的大阪環狀線和大阪地下鐵的中央線、長堀鶴見綠地線皆在本站停靠。JR的森之宮車站在特定都區市內制度下屬於「大阪市內」，其象徵花卉是「三色堇」。

## 車站構造
本站是大阪環狀線、中央線和長堀鶴見綠地線共構的車站。

### JR西日本
JR部分採高架車站設計，一樓為剪票口與中央走道區，月台與路線則位於二樓，採兩座側式月台兩條乘車線的設計。本站開業以来原本只有京橋側的北口，2013年3月1日隨Vierra森之宮開業新設玉造側的南口。
由於站内不設置分岐器或絕對信號機，故分類為停留所。北面大阪城公園站隣接着吹田綜合車輛所森之宮支所，故以前設有在本站作為終點的内回列車。
此站是由鶴橋站管理的直營站。可利用IC卡乘車券「ICOCA」。此站在2015年作為JR西日本的「大阪環状線改造計劃」的一部分進行車站的改良工作。

#### 月台配置
| 月台 | 路線       | 方向 | 目的地           |
| ---- | ---------- | ---- | ---------------- |
| 1    | 大阪環狀線 | 內環 | 京橋、大阪方向   |
| 2    | 大阪環狀線 | 外環 | 鶴橋、天王寺方向 |

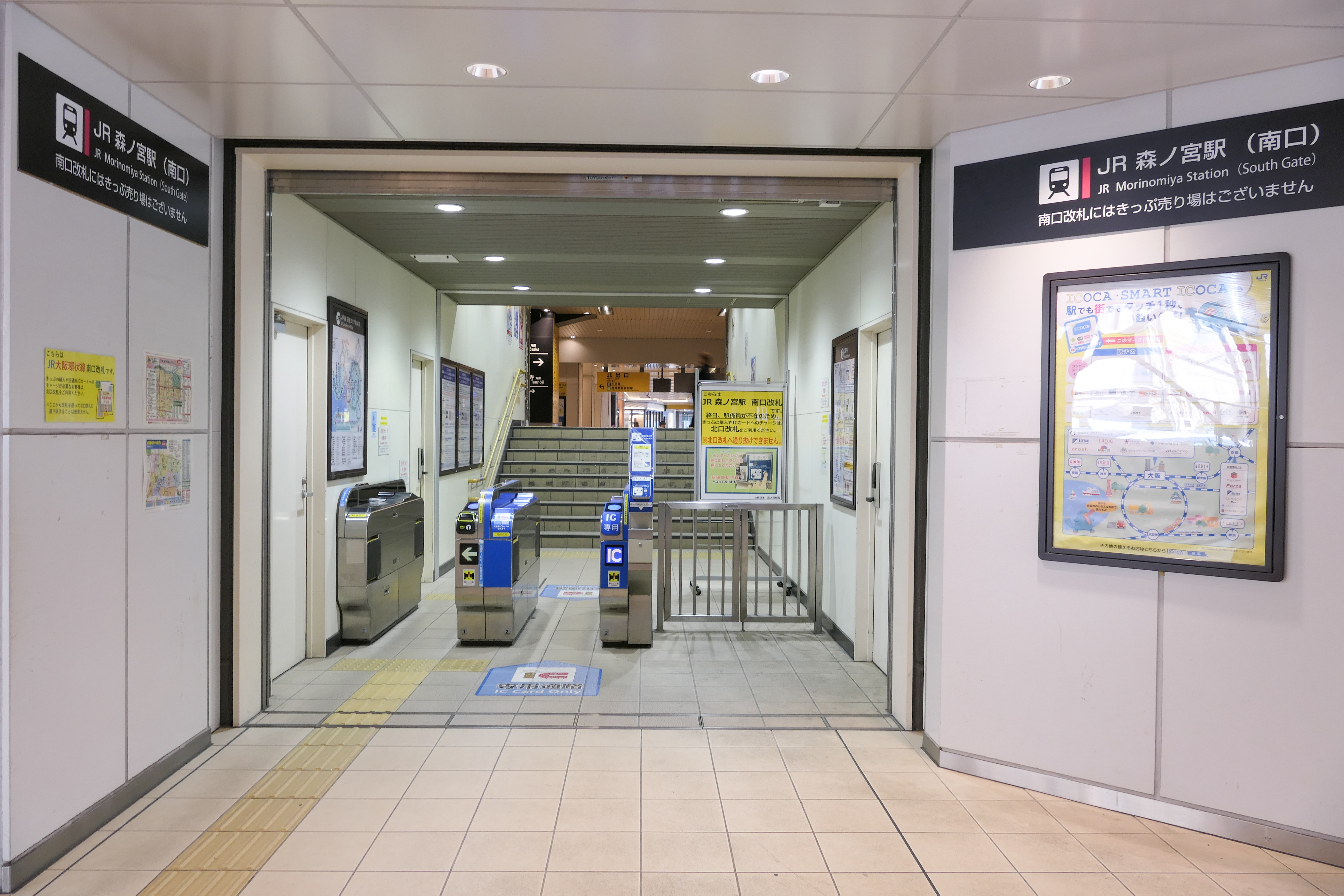
南驗票口(2023年12月)
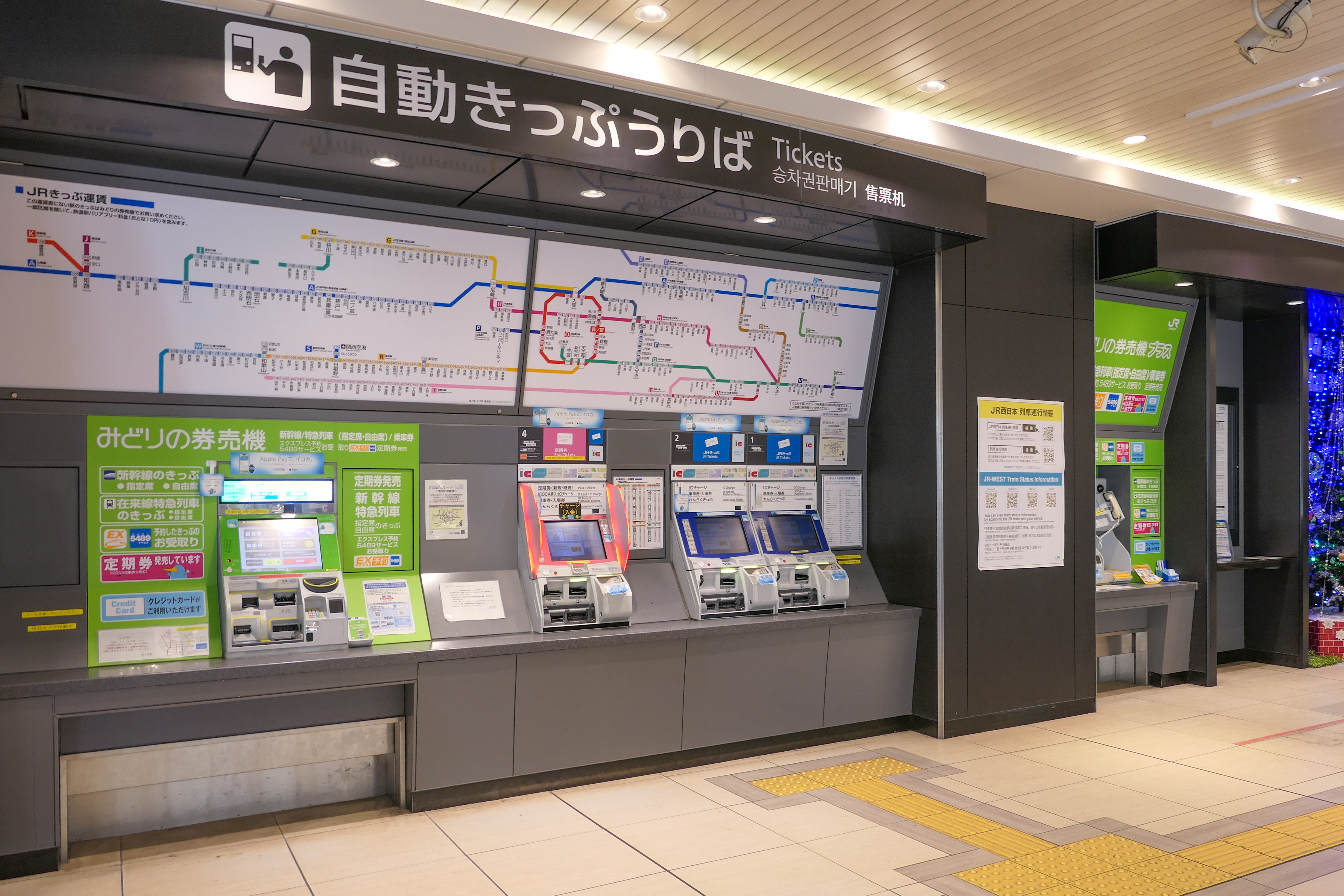
自動售票機(2023年12月)
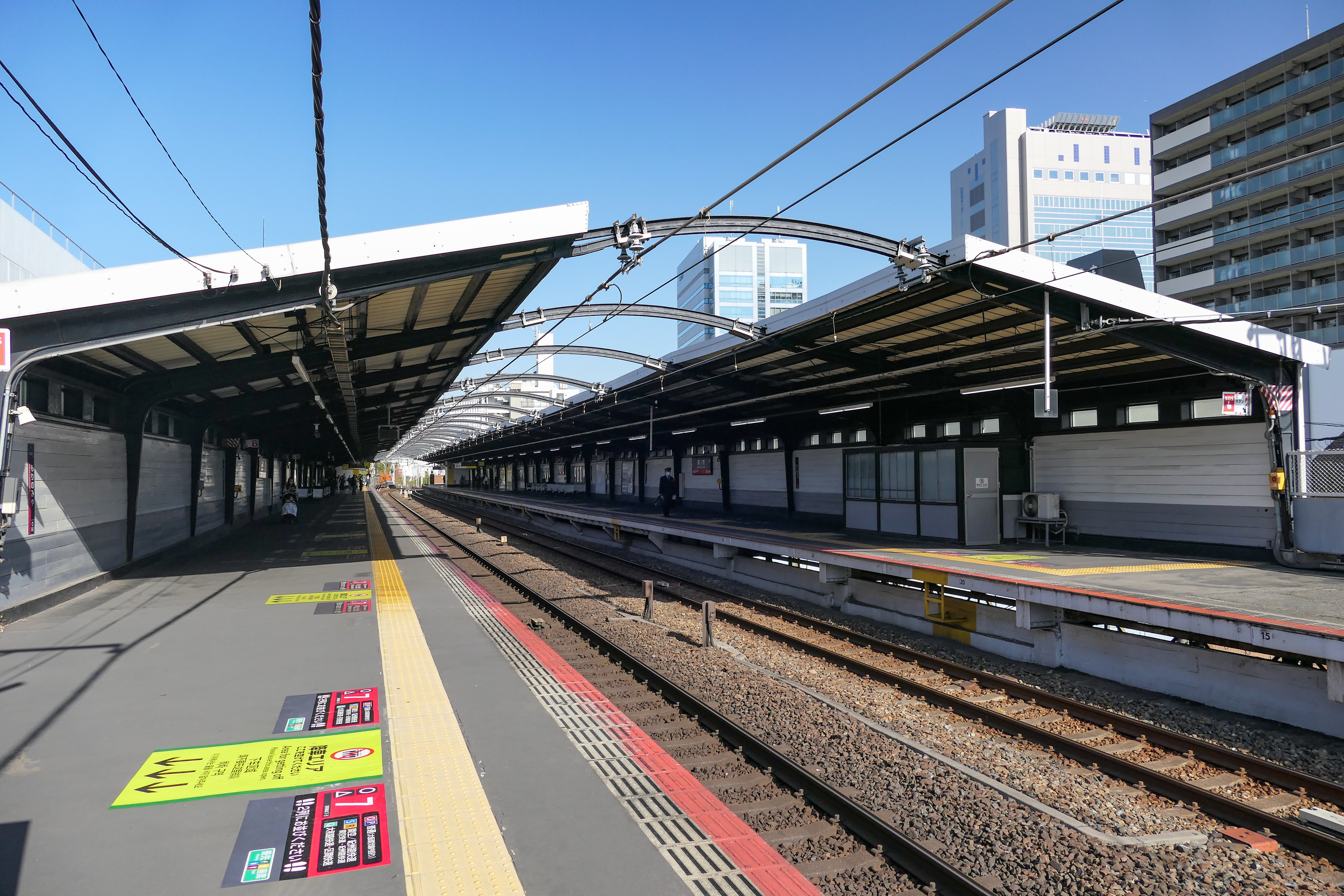
月台(2023年12月)
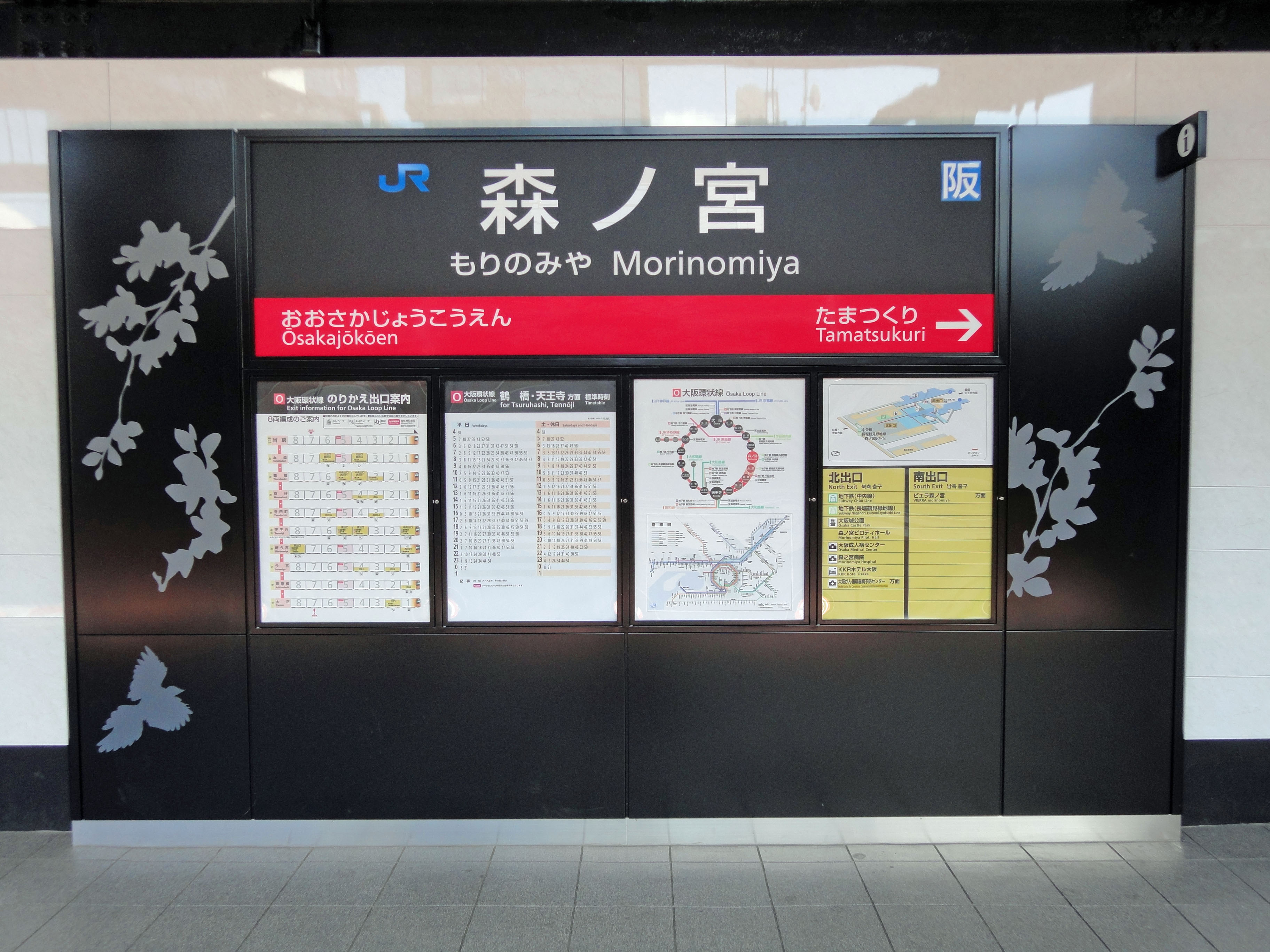
資訊板(2014年10月)
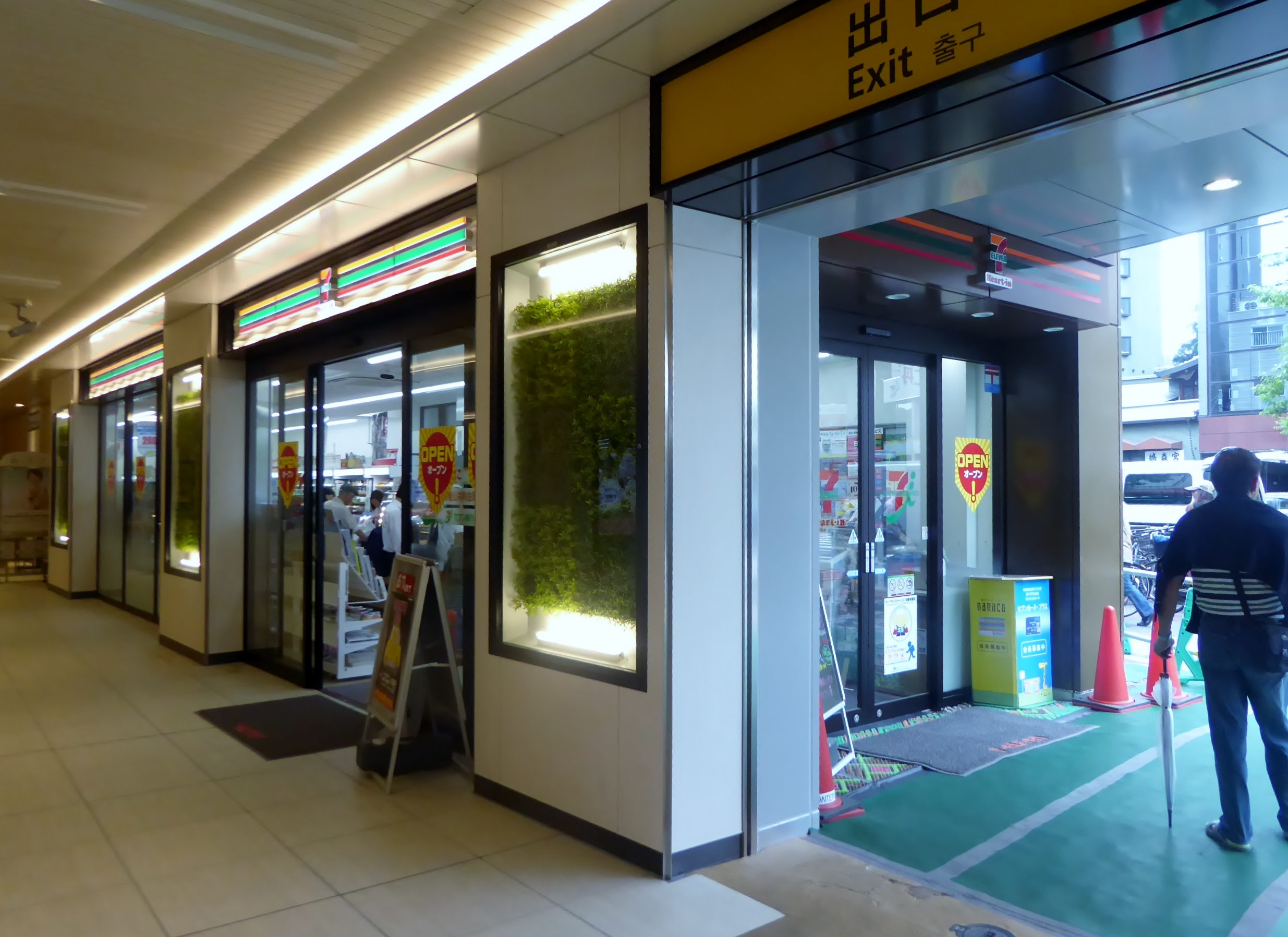
站内的7-11 Heart-in店舗

### 大阪市高速電氣軌道
本站的中央線為島式、側式月台各一座，共三條乘車線。長堀鶴見綠地線則為一座島式月台兩條乘車線。站內共有東西兩個剪票口，前者朝向本町的方向，後者則朝向長田的方向。

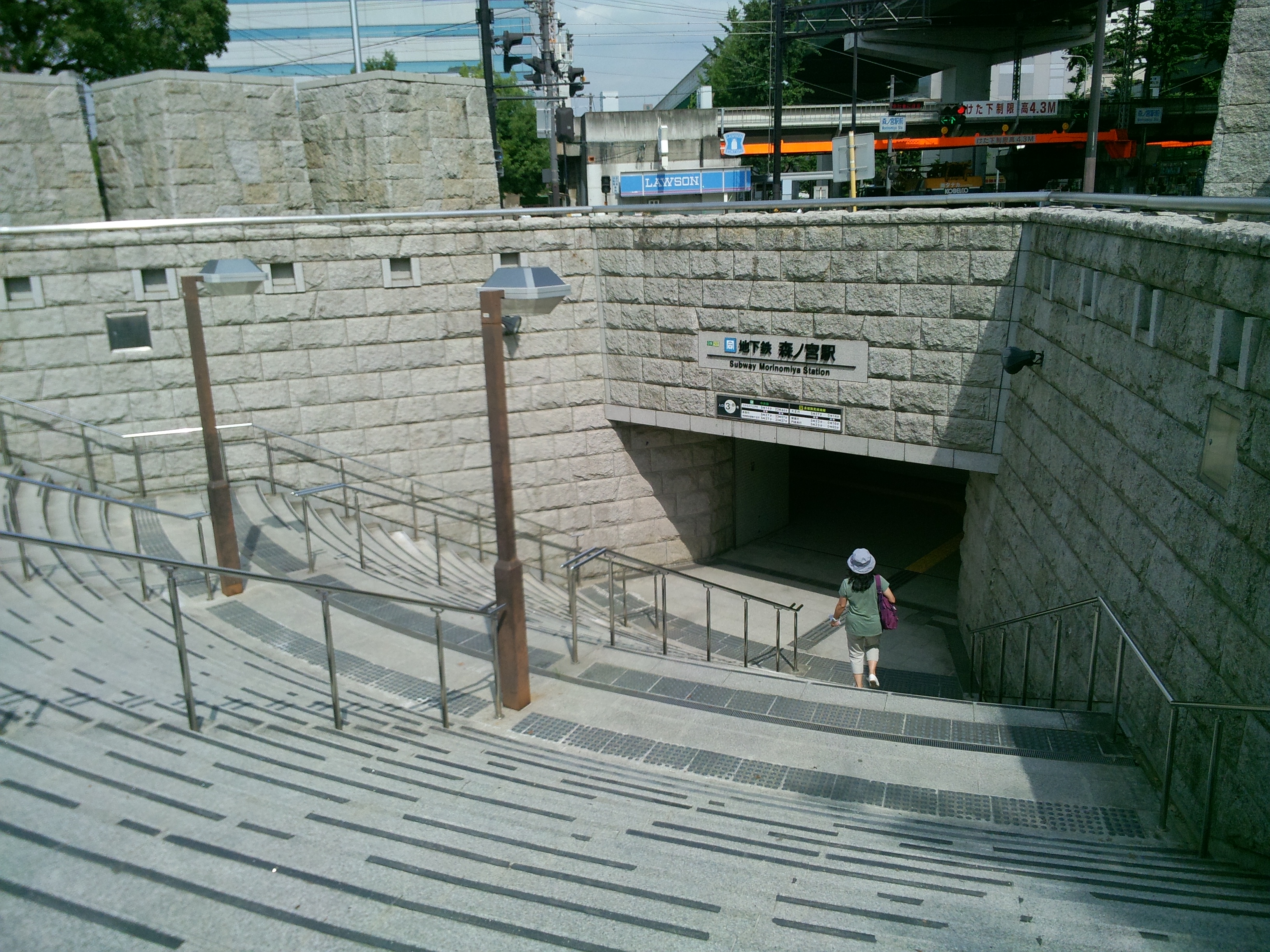
3B出入口(2013年7月)

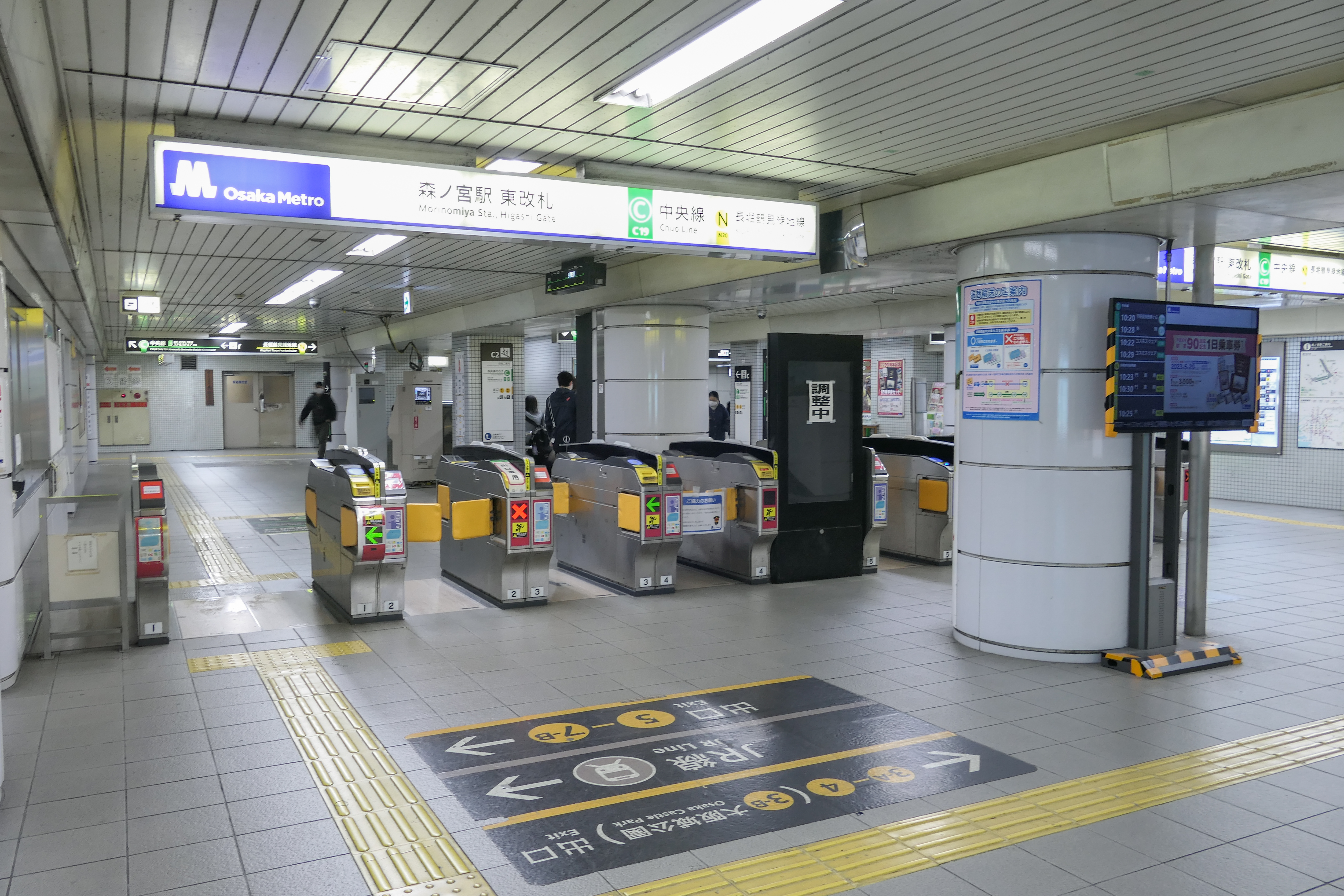
東驗票口(2023年12月)

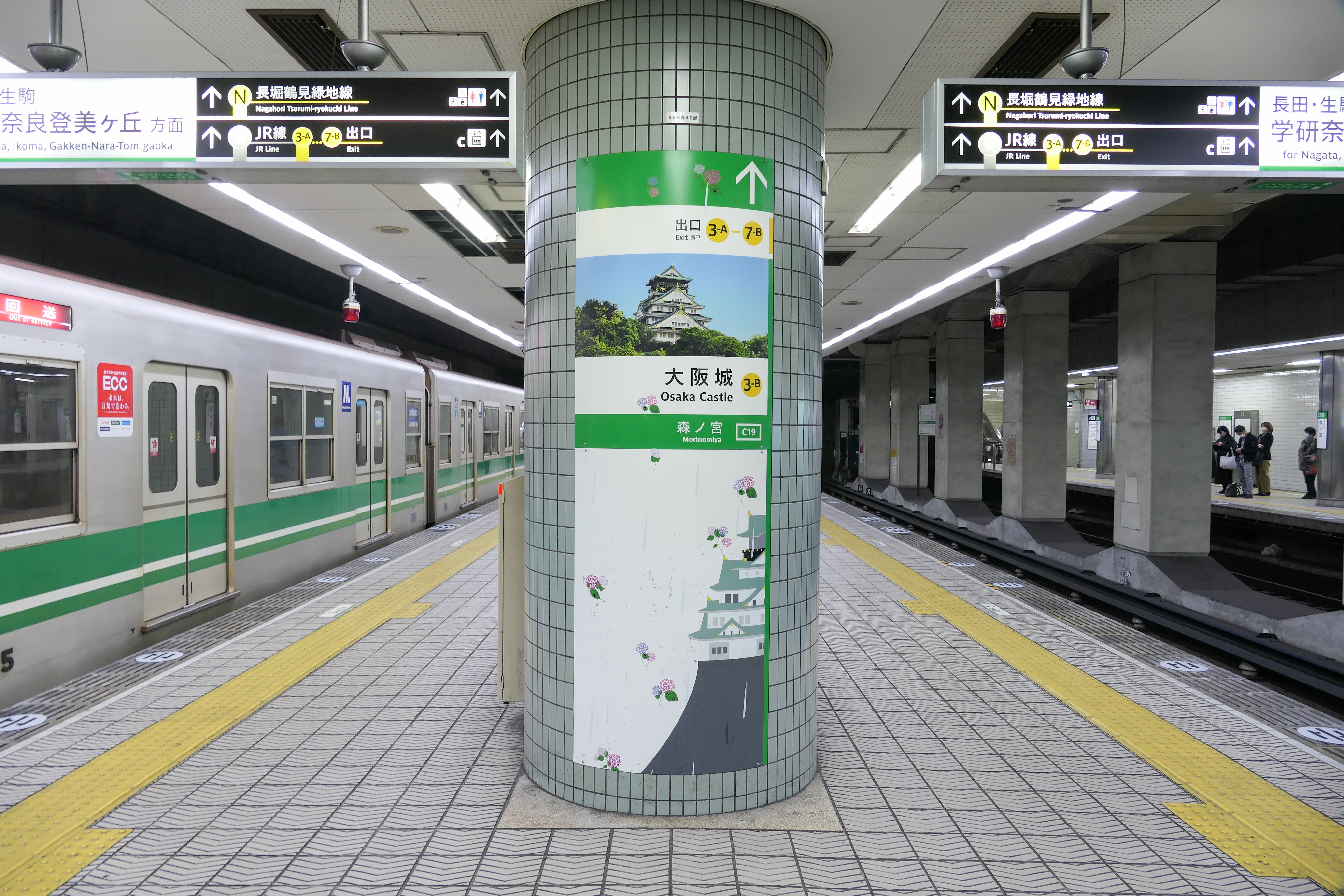
中央線1號與2號月台(2023年12月)

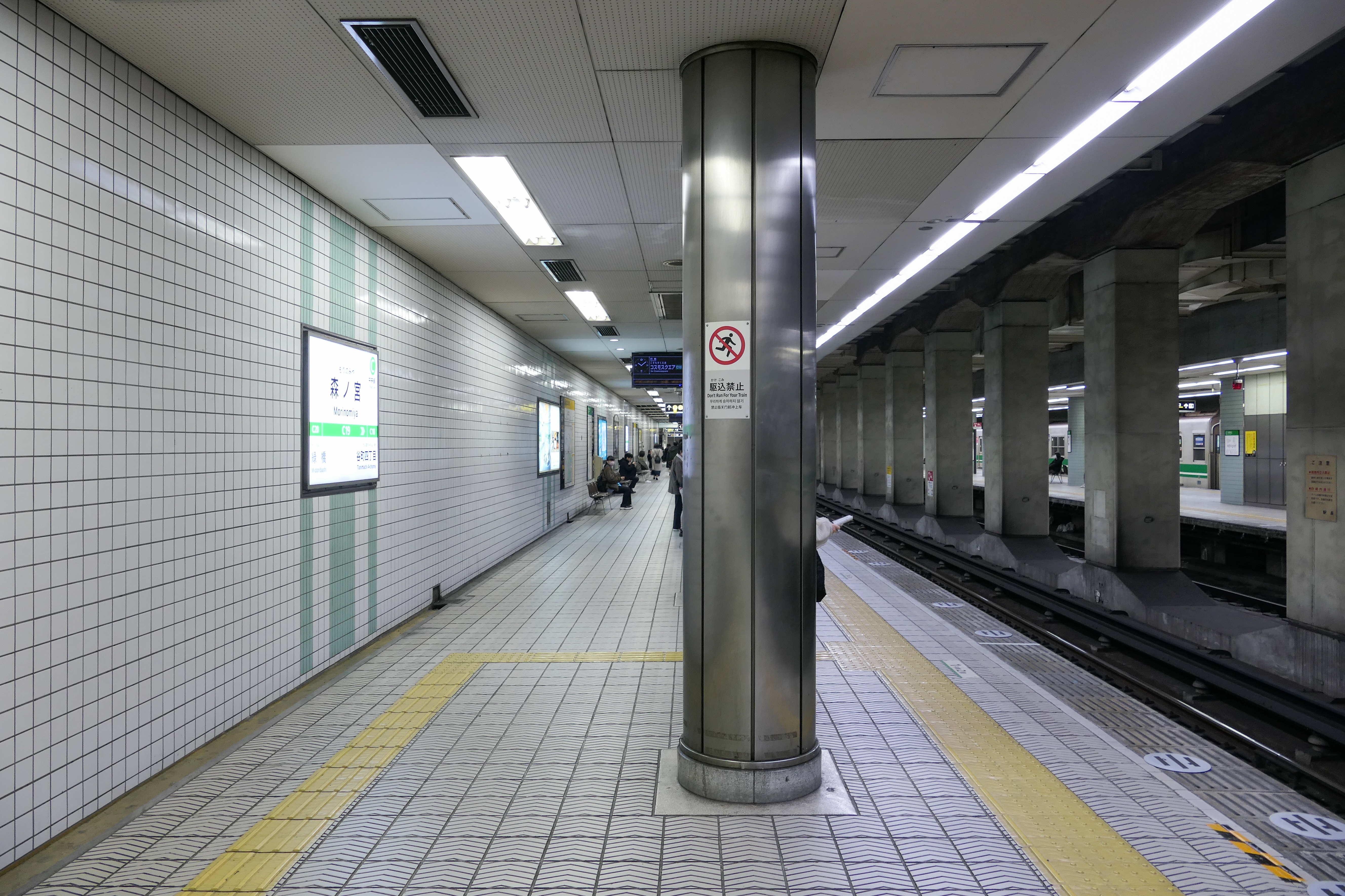
中央線3號月台(2023年12月)

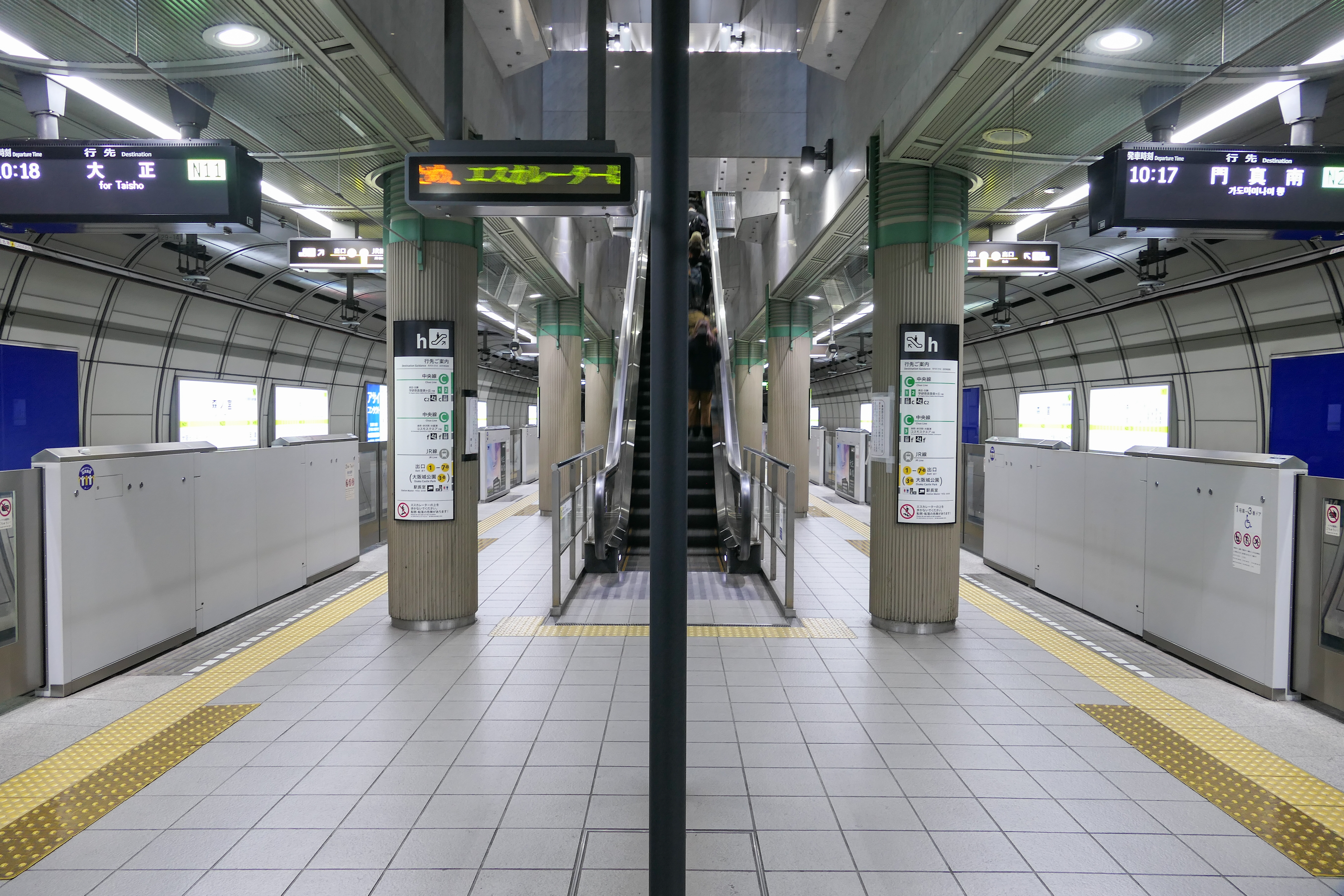
長堀鶴見綠地線1號與2號月台(2023年12月)

#### 月台配置
|                    | 月台 | 路線           | 目的地                         | 備註                           |
| ------------------ | ---- | -------------- | ------------------------------ | ------------------------------ |
| 中央線月台         | 1    | 中央線         | 長田、生駒、學研奈良登美丘方向 | 至森之宮為止、森之宮始發列車用 |
| 中央線月台         | 2    | 中央線         | 長田、生駒、學研奈良登美丘方向 | 宇宙廣場始發列車用             |
| 中央線月台         | 3    | 中央線         | 本町、大阪港、夢洲方向         |                                |
| 長堀鶴見綠地線月台 | 1    | 長堀鶴見綠地線 | 京橋、門真南方向               |                                |
| 長堀鶴見綠地線月台 | 2    | 長堀鶴見綠地線 | 心齋橋、大正方向               |                                |

## 利用狀況
- JR西日本 - 2018年度1日平均上車人次為25,082人，JR西日本車站排行第35位[利用客数 1]。
- 大阪市高速電氣軌道 - 2018年11月13日1日上下車人次為34,585人（上車人次：17,548人，下車人次：17,037人）[利用客数 2]。

各年度1日平均上車、上下車人次數如下表。
| 年度   | JR西日本         | 大阪市高速電氣軌道 | 大阪市高速電氣軌道 | 大阪市高速電氣軌道 | 來源     |
| 年度   | 1日平均 上車人次 | 特定日             | 特定日             | 特定日             | 來源     |
| 年度   | 1日平均 上車人次 | 調查日             | 上下車人次         | 上車人次           | 來源     |
| ------ | ---------------- | ------------------ | ------------------ | ------------------ | -------- |
| 1990年 | 35,536           | 11月06日           | 35,230             | 17,545             | [ * 1 ]  |
| 1991年 | 37,025           | -                  | -                  | -                  | [ * 2 ]  |
| 1992年 | 38,375           | -                  | -                  | -                  | [ * 3 ]  |
| 1993年 | 38,747           | -                  | -                  | -                  | [ * 4 ]  |
| 1994年 | 38,170           | -                  | -                  | -                  | [ * 5 ]  |
| 1995年 | 38,983           | 2月15日            | 37,392             | 18,133             | [ * 6 ]  |
| 1996年 | 38,711           | -                  | -                  | -                  | [ * 7 ]  |
| 1997年 | 33,953           | -                  | -                  | -                  | [ * 8 ]  |
| 1998年 | 32,222           | 11月10日           | 32,940             | 16,585             | [ * 9 ]  |
| 1999年 | 30,792           | -                  | -                  | -                  | [ * 10 ] |
| 2000年 | 29,756           | -                  | -                  | -                  | [ * 11 ] |
| 2001年 | 29,224           | -                  | -                  | -                  | [ * 12 ] |
| 2002年 | 28,451           | -                  | -                  | -                  | [ * 13 ] |
| 2003年 | 28,265           | -                  | -                  | -                  | [ * 14 ] |
| 2004年 | 27,971           | -                  | -                  | -                  | [ * 15 ] |
| 2005年 | 27,824           | -                  | -                  | -                  | [ * 16 ] |
| 2006年 | 28,318           | -                  | -                  | -                  | [ * 17 ] |
| 2007年 | 27,827           | 11月13日           | 30,324             | 15,456             | [ * 18 ] |
| 2008年 | 25,940           | 11月11日           | 28,385             | 14,425             | [ * 19 ] |
| 2009年 | 24,078           | 11月10日           | 26,529             | 13,505             | [ * 20 ] |
| 2010年 | 23,582           | 11月09日           | 26,176             | 13,396             | [ * 21 ] |
| 2011年 | 23,299           | 11月08日           | 27,432             | 13,832             | [ * 22 ] |
| 2012年 | 23,293           | 11月13日           | 26,455             | 13,317             | [ * 23 ] |
| 2013年 | 23,695           | 11月13日           | 28,125             | 13,988             | [ * 24 ] |
| 2014年 | 23,742           | 11月11日           | 28,732             | 14,533             | [ * 25 ] |
| 2015年 | 25,422           | 11月17日           | 32,088             | 16,099             | [ * 26 ] |
| 2016年 | 25,759           | 11月08日           | 32,230             | 16,102             | [ * 27 ] |
| 2017年 | 25,148           | 11月14日           | 32,186             | 16,296             | [ * 28 ] |
| 2018年 | 25,082           | 11月13日           | 34,585             | 17,548             | [ * 29 ] |

## 歷史
JR西日本
- 1932年（昭和7年）4月21日－以日本國鐵城東線（也就是今日的大阪環狀線）沿線車站之姿啟用，提供客運與貨運服務。
- 1961年（昭和36年）4月20日－貨運服務廢止。
- 1987年（昭和62年）4月1日－日本國鐵分割民營化，本站的營運劃歸JR西日本繼承。

大阪市營地下鐵
- 1967年（昭和42年）9月30日－配合大阪市營地下鐵4號線（也就是今日的中央線）谷町四丁目～森之宮路段通車，地下鐵森之宮車站啟用。通車初期本站為終點站。
- 1968年（昭和43年）7月29日－大阪市營地下鐵4號線自本站延伸至深江橋，本站成為沿線車站。
- 1996年（平成8年）12月11日－大阪市營地下鐵長堀鶴見綠地線心齋橋－京橋間路段通車，森之宮成為兩線之間的轉車站。

## 相鄰車站
西日本旅客鐵道
 大阪環狀線
■大和路快速、■區間快速、■關空快速、■紀州路快速、■快速、■直通快速、■普通
玉造（JR-O05）－森之宮（JR-O06）－大阪城公園（JR-O07）
大阪市高速電氣軌道（大阪地下鐵）
 中央線
谷町四丁目（C18）－森之宮（C19）－綠橋（C20）
 長堀鶴見綠地線
玉造（N19）－森之宮（N20）－大阪商務園區（N21）

### 利用狀況來源
JR、地下鐵統計資料
1. ↑  データで見るJR西日本2019PDF - JR西日本
2. ↑  路線別乗降人員（2018年11月13日 交通調査）PDF - Osaka Metro

大阪府統計年鑑
1. ↑  大阪府統計年鑑（平成3年）PDF
2. ↑  大阪府統計年鑑（平成4年）PDF
3. ↑  大阪府統計年鑑（平成5年）PDF
4. ↑  大阪府統計年鑑（平成6年）PDF
5. ↑  大阪府統計年鑑（平成7年）PDF
6. ↑  大阪府統計年鑑（平成8年）PDF
7. ↑  大阪府統計年鑑（平成9年）PDF
8. ↑  大阪府統計年鑑（平成10年）PDF
9. ↑  大阪府統計年鑑（平成11年）PDF
10. ↑  大阪府統計年鑑（平成12年）PDF
11. ↑  大阪府統計年鑑（平成13年）PDF
12. ↑  大阪府統計年鑑（平成14年）PDF
13. ↑  大阪府統計年鑑（平成15年）PDF
14. ↑  大阪府統計年鑑（平成16年）PDF
15. ↑  大阪府統計年鑑（平成17年）PDF
16. ↑  大阪府統計年鑑（平成18年）PDF
17. ↑  大阪府統計年鑑（平成19年）PDF
18. ↑  大阪府統計年鑑（平成20年）PDF
19. ↑  大阪府統計年鑑（平成21年）PDF
20. ↑  大阪府統計年鑑（平成22年）PDF
21. ↑  大阪府統計年鑑（平成23年）PDF
22. ↑  大阪府統計年鑑（平成24年）PDF
23. ↑  大阪府統計年鑑（平成25年）PDF
24. ↑  大阪府統計年鑑（平成26年）PDF
25. ↑  大阪府統計年鑑（平成27年）PDF
26. ↑  大阪府統計年鑑（平成28年）PDF
27. ↑  大阪府統計年鑑（平成29年）PDF
28. ↑  大阪府統計年鑑（平成30年）PDF
29. ↑  大阪府統計年鑑（令和元年）PDF

## 外部連結
- 森之宮｜車站資訊：JR出門網 - 西日本旅客鐵道
- 車站Guide：森之宮（中央線） - Osaka Metro
- 車站Guide：森之宮（長堀鶴見綠地線） - Osaka Metro

34°40′52″N 135°32′2″E / 34.68111°N 135.53389°E